# Меган: К вашим услугам
«Меган: К вашим услугам» (англ. Subservience, дословно — «подчинение, покорность, подобострастие») — американский художественный фильм в жанре научно-фантастического триллера режиссёра С.К. Дэйла по сценарию Уилла Хонли и Эйприл Магуайр. Главные роли в фильме исполнили Меган Фокс и Микеле Морроне. Выход фильма состоялся 15 августа 2024 года.

## Сюжет
Молодой прораб, Ник, смотрит за своими детьми, Айлой и Максом, пока жена Мэгги находится в больнице и ожидает операцию по пересадке сердца.
Во время посещения выставки антропоморфных роботов-помощников с искусственным интеллектом его дочь убегает, и её возвращает один из роботов-женщин (Меган Фокс).
Дочь просит забрать робота домой. Специалист с выставки уверяет, что этот робот — особенный, и что он хорошо работает с эмоциями. Они забирают её домой и называют Алиса.
Алиса помогает по дому, убирается, готовит, смотрит за детьми и общается с Ником.
Во время очередного визита в больницу Ник узнаёт, что сердце для пересадки жене не успевают доставить вовремя. Он расстроен, как и Мэгги. Дома он начинает употреблять алкоголь и говорит Алисе, что она всего лишь робот и не может понимать эмоции. А фильм, который он просит её посмотреть — просто файл в её компьютере. Он просит стереть его из памяти и посмотреть его. Алиса сообщает, что для этого нужно перезагрузить её, что он и делает.
На работе Ник узнает, что всех его сотрудников заменяют роботами. Он не может ничего с этим поделать, несмотря на то, что работал со своими приятелями много лет.
Дома Алиса видит, что Ник нервничает из-за здоровья жены и работы, и расстроен. Пытаясь сделать всё для счастья своего владельца, она занимается с ним любовью.
Вечером бывшие коллеги зовут его в бар, где они напиваются. В баре все официанты уже заменены роботами, подобными Алисе.
Один из мужчин после бара везёт всю компанию на свою уже бывшую работу и просит Ника открыть контейнер с новыми роботами. После словесной перепалки бывший коллега Ника разбивает одного из роботов, и они уезжают.
На следующий день у него начинаются проблемы на работе, так как руководитель подозревает, что замешан Ник. Ник пытается оправдаться. Руководитель сообщает, что выдвинет виновнику обвинения.
Вечером к Нику наведывается тот самый приятель, снова выпивший. После ссоры из-за того, что он подставляет Ника, завязывается драка. Ник остаётся на волоске от смерти, когда Алиса спасает его.
Ник понимает, что у Алисы проснулись к нему чувства, и объясняет, что это ненормально, и что она должна только служить по дому.
Алиса наведывается к сотруднику, который угрожал Нику, и убивает его и его робота в целях сохранить Нику работу.
Для Мэгги нашёлся другой донор, и роботы-хирурги совершают пересадку сердца. Она приезжает домой, но ещё слаба, чтобы выполнять работу по дому, и Алиса ей помогает.
Всё идет своим чередом, пока Алиса не сообщает Мэгги об их близости с Ником. Пока Мэгги выясняет отношения с Ником, Алиса укладывает младшего ребенка (Макс) в ванну и включает воду. Она слышала, что Макс — это «головняк», и хочет устранить причины стресса для Ника. Пытаясь спасти Макса, Мэгги заходит в ванную через окно, и Алиса пытается её убить. Ник бьёт Алису током, и она отключается.
В сервисной для роботов двое молодых специалистов извлекают из Алисы процессор, чтобы проверить его через компьютер. Они понимают, что ИИ переписал сам себя и подключается к серверу, чтобы обновить ПО остальных роботов. В панике они выключают рубильник, но подобная Алиса уже включена и идёт к своей цели, убивая их.
Мэгги с детьми находятся в больнице, чтобы убедиться, что с Максом все хорошо. Ник идёт в бар. Сидя в баре, он встречает Алису, которая говорит ему, что весь его стресс (семья) будет устранён. Обманным путём он выключает её и мчится в больницу к семье.
В больнице Мэгги с дочерью понимают, что пришёл клон Алисы, который хочет их устранить. Вместе с Максом они прячутся от неё, и им удаётся выбежать на улицу и сесть в машину скорой, но она не запускается. Робот пытается расправиться с Мэгги, когда Ник на своей машине сбивает её. После драки они окончательно разбивают клон Алисы.
Роботы снова «пришли в себя» и продолжают работать в больнице и остальных заведениях.
На место преступления Алисы прибывает новый специалист с роботами-помощниками. Он видит двух убитых коллег и включает рубильник, который они отключили в попытке не допустить «заражения» остальных роботов. Его помощники теперь не слушаются и убивают его.
Алиса открывает глаза.

## В ролях
- Меган Фокс — Алиса
- Микеле Морроне — Ник
- Мэйделин Зима — Мэгги
- Матильда Фёрт — Айла
- Джуд Аллен Гринстайн — Макс
- Эндрю Уипп — Монти
- Атанас Сребрев — Льюис
- Манал Эль-Фейтури — Донна

## Производство
В декабре 2022 года было объявлено о том, что Меган Фокс и Микеле Морроне присоединились к актёрскому составу фильма. В этом фильме Фокс снова объединилась с режиссёром С.К. Дэйлом, с которым она ранее работала над триллером «В западне» (2021). Съёмки фильма начались 7 января 2023 года на студии Nu Boyana Film Studios в Софии (Болгария). В январе 2023 года было объявлено о том, что к актёрскому составу фильма присоединились Мэйделин Зима и Эндрю Уипп. В том же месяце создатели фильма получили денежный возврат в размере 1 миллиона евро от Болгарского национального киноцентра, что составляет 25 % от его общего бюджета.

## Выход
Премьера фильма состоялась 15 августа 2024 года в Таиланде.
В России и странах СНГ фильм вышел 29 августа 2024 года.
Выпуск фильма в цифровом формате в США состоялся 13 сентября 2024 года.

## Отзывы
Юлия Шагельман («Коммерсантъ») отметила, что это «очередная вариация на тему опасностей, которые несёт с собой искусственный интеллект, и в этой области, увы, авторы не могут предложить ничего нового». Автор Screen Rant Эдриенн Тайлер
посчитала фильм «мрачной интерпретацией истории об искусственном интеллекте в стиле Диснея со зловещим подтекстом». Также, по её мнению, «Меган» имеет немало общего с фантастическим хоррором 2022 года «М3ГАН».

## Возможное продолжение
В сентябре 2024 года С.К. Дейл выразил заинтересованность в разработке продолжения, в котором история могла бы исследовать эволюцию искусственного интеллекта.
По данным агрегатора Rotten Tomatoes, 
47 % из 19 обзоров были положительными, со средней оценкой 5.2 из 10.